# ドラゴンボールZ 超武闘伝2
『ドラゴンボールZ 超武闘伝2』（ドラゴンボールゼット スーパーぶとうでんツー）は、1993年12月17日にバンダイより発売された、スーパーファミコン用対戦型格闘ゲーム。テレビアニメ『ドラゴンボールZ』（1989年 - 1996年）のスーパーファミコン作品第3弾。
前作『ドラゴンボールZ 超武闘伝』（1993年）からわずか9ヶ月での発売となったが115万本を出荷し、前作に続きミリオンセラーとなった。

## 概要
グラフィックやシステムを改良し、ほとんどのキャラクターに前作の悟空の「メテオスマッシュ」のような隠し技が用意されるなど、より白熱した戦闘を楽しめるようになった。さらに、様々な裏技や勝敗の行方次第で多様に発展するストーリーモード「武闘伝モード」も用意されており、多くの要素が盛り込まれている。
後にニンテンドー3DS用ソフト『バンダイナムコゲームスPRESENTS Jレジェンド列伝』（2013年）において本作がそのまま収録された。さらに、ニンテンドー3DS用ソフト『ドラゴンボールZ 超究極武闘伝』（2015年）の初回封入特典には、BGMを差し替えた本作のダウンロード番号が付属する（#音楽を参照）。

## ゲーム内容

### システム

#### 基本的なシステム
- 方向キーの左右で前後に移動。LボタンおよびRボタンでより高速な移動ができる。
- Xで舞空術、着地も同様にXを押す。ただし互いに同一画面上にいる場合（デュアルラインが出てない時）は飛べず、降りることもできない。
- Aボタンでエネルギー弾を発射。気を消費したあらゆるコマンド技はこのボタンで出す。連続して通常エネルギー弾を発射したり、気のゲージがゼロ未満になる（前作からの変更点を参照）ことで、一定時間行動不能に陥る。
- 気のゲージはY+Bボタン同時押しで任意に溜めることができる。
- 離れた位置にいる2キャラクターを画面中央の分割線により、同一画面上に表示させるデュアルスクリーンシステム。

#### 前作からの変更点
- 前作は攻撃を防御すると気力が溜まるが今作から廃止され、MAXになっても前作のようなキャラクターの点滅などの変化は無い。
- 全体的な動きのスピードアップ。
- ライフ・パワーのゲージ1本が150から200になり、ライフの最大は450から400に、パワー（気）は150から200に変更となった。200以下は黄色、201以上は緑で表示され、ライフが残り少なくなると空白の部分が赤く点滅するようになった。なお、対戦モードでのハンデでパワーを予め付与することは不可能となった。
- 前作はデュアルスクリーンの分割線が距離に応じて3種類（近赤・中黄・遠青）存在し、黄色線以降の距離が無いとデモ必殺技演出は発動しない仕様だったが今作から黒一種に統一され、空中では分割線さえ出ていれば、地上ではある程度距離をとればデモ必殺技演出が発動するようになった。
- 投げ技の追加。
投げられた時にLボタンを瞬時に2回入力することで、蹴り技による反撃を出し、Rボタン２回で受身を取ってダメージを受けなくすることができる（自キャラクターが右側の場合入力ボタンは左右逆）。また、反撃はほぼ必ず当たり、よけられることはない（トランクスがブロリーを投げた場合、反撃が空振りになる）。また、ブロリーの投げ技とピッコロの必殺技ミスティックスルーは受け身が取れない。メテオの最後でも受身を取ることができる。
- 特定の必殺技やメテオ技で吹き飛ばされると、岩や地面にぶつかって追加のダメージを受けるが、吹き飛ばされた直後にコマンドを入力することで受身を取り、防ぐことが可能。これらの技を画面の端に追い詰めて仕掛けた場合、画面位置が移動する。なお、狭い武舞台・武舞台決勝ではこれらの演出はなく、メテオ技の演出も異なる。
- ダッシュ自体に当たり判定が無くなり、互いが前方へダッシュした状態でぶつかってもダメージは発生しなくなった。
- 追跡エネルギー弾・気円斬が、放ったキャラクター自身に（追いつくなどして）当たった場合、ダメージを受けるようになった[注 1]。
- デモ必殺技が近距離（互いが同一画面内にいてデュアルラインが無い場合）でも使用可能。ただしこの際は特殊演出が発生せず、大型気弾を正面に撃つ。その際の攻撃判定の出現は非常に遅い。また、デモ必殺技として放つ場合は、距離に応じて相手の防御コマンド入力時間が変わる（遠いほど長くなる）。
- デモ必殺技の防御手段が変更された。全キャラクター共通で「ガード」、「はじく」、「かき消す」、「撃ち返す」の4つとなった。「かき消す」と「撃ち返す」は大量の気を消費する。「撃ち返す」はAボタン連打の回数で勝敗を競う。敗れた側はもう1度防御コマンドを入力できるが、「ガード」のみ。
- 前作の「空中で十字キー下ボタン長押し」に代わる気のゲージ溜め手段として、Y+Bボタンでオーラを出しながら気を溜める動作が追加。
- 気ゲージが技の必要量に満たなくとも、撃てるようになった。ただしゲージ残量を上回る技を使用すると、完全無防備のフラフラ状態となり、一定時間あらゆるキー操作を受け付けなくなる。
- 前作の隠し要素だった同キャラクター対戦は最初からできるようになっている。
- 空中および水中では下段ガードでしか防げない技は上段ガードでは防げなくなった。これにより、防御不能となる技もある。
- 天下一武道会では、使用するコントローラを入れ替えてプレイできるようになった。

### ゲームモード
武闘伝
悟飯、ベジータ、トランクス、ピッコロの4人の中から1人を選んでストーリーに沿って闘って行くモード。セル戦を再現した「恐怖!セルゲーム」編から、本作オリジナルストーリーの「復活!銀河戦士」編に繋がる。その後、「復活!銀河戦士」編での勝敗に応じて、「激突!ヘルタワー」編か「伝説の超サイヤ人?」編に分岐する。
負けてもストーリーは進み、勝敗に応じていくつかの分岐が発生する。原作におけるセルゲームでのセルジュニア乱入や、孫親子の親子かめはめ波といったイベントは、セルに1度敗北しないと見ることができない。
「伝説の超サイヤ人?」編で条件を満たすと、ボージャックを倒した後にブロリーが現れ、これも倒すと真のエンディングとなる。ただし、悟飯の場合はさらに悟空が現れ、それにも勝たなければ真のエンディングとはならない。ブロリー戦、悟空戦共に、何度敗れても戦闘を挑むことが可能。
対戦モード
1対1で対戦するモード。「1P VS 2P」「1P VS CP」に加え、CP同士が対戦する「観戦モード」が追加されている。
前作とは違い、「1P VS CP」では対戦相手がランダムに決定され、プレイヤーが選択することはできない。「観戦モード」では各コントローラーでキャラクターを選択しなければならず、試合終了後はタイトル画面に戻る。
天下一武道会
8人のトーナメント戦。前作とは違い、CPとプレイヤー、あるいは複数のCPが同じキャラクターになる場合がある。ゲームランクは1回戦は「2. ふつう」、準決勝は「3. きびしい」、決勝は「4. スーパー」となる。
オプション
サウンドテストができる。

### 備考
- 『超武闘伝』シリーズで唯一、原作やアニメのストーリーでは接点が無いキャラクター同士のバトル（セルVSボージャックなど）でも、戦闘前の会話がかみ合うようになっている。また、同キャラクター対戦時にも専用の会話が用意されている。なお、勝利後のセリフは対戦相手に関係なく、残ライフの状況による変化のみ。

## 登場キャラクター
本作品では物語の流れの関係上、主人公は悟飯となっており、悟空はストーリーモードではゲストキャラクターとして、対戦モードでは隠しキャラクターとして登場している。
括弧内はフランス版での名称。

### ストーリーモードで使用可能なキャラクター
孫 悟飯 / ゴハン（Sangohan / Gohan）
声 - 野沢雅子
小柄なため、全体的に技のリーチが短いが、相手の攻撃が当たりづらく、有利に働くことも多い。各種飛び道具は連射・追尾・吹き飛ばしとそれぞれ異なる特性を持つ。
本作の悟飯のテーマは、『Ultimate Battle 22』や『真武闘伝』でアレンジされている。

ベジータ（Vegeta）
声 - 堀川亮
前作とは異なり、超サイヤ人状態のみ登場。背面に回る肉弾技が多く、ガードを揺さぶりつつ自分のペースで相手にラッシュを仕掛けることが可能。追尾性のある気円斬、連続エネルギー弾、目の前に気の柱をつくる爆発波など気功技も豊富。光弾技の威力が高めであることも長所のひとつである。

トランクス（Trunks）
声 - 草尾毅
目立った欠点がないバランスが取れたキャラクター。足元を狙う飛び道具エネルギー斬や高速で相手の足をすくう攻撃「超（スーパー）スライディングキック」は、空中や海上のような下段ガードができないステージで使うと強さを発揮する。
本作のトランクスのテーマは、続編の『超武闘伝3』でアレンジされている。

ピッコロ（Piccolo）
声 - 古川登志夫
互いに同一画面内にいる時限定で発動する「ミスティックスルー」や、左右に蹴り技で突進する「ソニックキック」など、横方向に強い必殺技を豊富に持ち、通常技、とくに蹴り技のリーチが長い。新技の「怪光波」は相手を確実に気絶状態にさせる効果がある。「舞空脚」は悟飯の同じ技よりも動作が早く、威力も上である。
悟飯と同様、本作のピッコロのテーマが『Ultimate Battle 22』や『真武闘伝』でアレンジされている。

### 敵キャラクター
セル（Cell）
声 - 若本規夫
前作とは異なり、完全体のみが登場。通常技はリーチは長い代わりに発生が遅い。反面、必殺技は軒並み強い。隠しキャラクターの悟空と同じく、範囲内の相手の動きを封じる「太陽拳」を使用可能。メテオ技の「スパイクバスター」は、対戦型格闘ゲームとしては珍しい前方への溜めコマンドである。

セルジュニア（Petits Cell / P.Cell）
声 - 島田敏
本作では島田が声を担当したことにより、機械的な音声を発したTVアニメのセルジュニアとは雰囲気が異なる。攻撃力と守備力は全キャラクター中最低クラスで、最もフラフラになりやすい。多彩かつトリッキーな動きを見せる各種必殺技を駆使することで、欠点をカバーするキャラクターになっている。体が小さいため、当たり判定が非常に小さく、一部の技は立ったままでもかわすことが可能。また、本作で唯一メテオ技を持たない。

ザンギャ（Aki）
声 - 丸尾知子
劇場版『ドラゴンボールZ 銀河ギリギリ!!ぶっちぎりの凄い奴』に登場した銀河戦士。リーチや攻撃力の面ではやや劣る反面、それを充分に補う多彩な必殺技を持つ。全体的に少々癖があるものの、しゃがみガード不能な中段攻撃なども持っている。メテオ技の「リフトストライク」は、唯一空中で使用可能。ただし、他キャラクターのメテオ技より威力は低め。

ボージャック（Kujila）
声 - 玄田哲章
ザンギャと同じく、劇場版『銀河ギリギリ!!ぶっちぎりの凄い奴』に登場した銀河戦士のリーダー。通常技、必殺技共に高い性能を持ったキャラクター。さらにエネルギー弾系の必殺技も強力なものが揃っており、「エネルギーショット」は不可視かつ超高速で着弾、隙も少ないなど頭抜けた性能を持つ。巨体ゆえに相手の攻撃を受けやすい点、ジャンプがやや緩慢な点が弱点。
劇場版ではザンギャを突き飛ばして盾にする冷酷な場面があったが、ストーリーモードでプレイヤーがザンギャを倒した際に「ザンギャの仇」と発言するなど、劇場版に比べると仲間想いな面が見られる。また、対2P戦におけるボージャックの勝利メッセージの1つに、ザンギャに対する謝罪の言葉がある。
また、ストーリーモードではブロリーを恐れている描写も見られるほか、分岐点によってはプレイヤーがボージャックに敗れたあとに、ボージャックがブロリーに滅ぼされる場面もある。

### 隠しキャラクター
オープニングの特定の場面で隠しコマンドを入力すると、「カカロット…」とブロリーの声が流れ、対戦モードと天下一武闘会で以下の2体が使用可能になる。
孫 悟空 / ゴクウ（Sangoku / Goku）
声 - 野沢雅子
前作とは異なり、超サイヤ人状態のみ登場。前作に比べて大幅なリニューアルが施されている。通常技はリーチが長くスピードも速い。前作の「四連脚」は「激烈連脚」として引き継がれた。必殺技は足技を中心に装備されており、素早い2段技の「浴びせ蹴り」、発生時に長い無敵時間があり、高威力な「ハリケーンソバット」、大きく前進しながら7発の蹴りを繰り出す「激烈連脚」など。エネルギー弾系の技では、息子の悟飯と同じ「追跡エネルギー弾」、相手を遠くまで吹き飛ばす「気合砲」を持つほか、近くの相手の動きを封じる「太陽拳」など。

ブロリー（Tara）
声 - 島田敏
基本攻撃力と防御力、そして各技の気絶値も高く設定されている。気絶耐久力も高く、もっともフラフラになりにくいキャラクター。投げ技は反撃も受身を取ることが不可能など、優遇されている。「アトミックボンバー」には無敵時間があり、判定地点が高め。前進しながら5発の連続蹴りを放つ「マシンガンシューター」、相手を遠くに吹き飛ばす「スマッシャーラリアット」など、いずれも高威力の技が揃う。長身ではあるが、通常エネルギー弾の発射位置は低く、しゃがんだ状態の悟飯やセルジュニアにも当てることが可能。「スマッシャーラリアット」、「連続エネルギー弾」、近距離でのパンチが小さなキャラクターに当たらないほか、ボージャックと同様に巨体ゆえに食らい判定が大きく、ジャンプがやや緩やかな点が弱点。

### その他
サタン（Enfer）
声 - 郷里大輔
前作のファイナルバトルに引き続いて登場。セルゲーム編にてプレイヤーがセルと戦う前にサタンが乱入し、強制的にセルとサタンの戦闘に突入する。戦闘はデモであり、原作通り「ダイナマイトキック」でセルに突っ込んでから一方的に殴り続けるも、一撃で吹き飛ばされて背景の岩に激突する。その際の体力数値は最低に設定されているが、セルの攻撃を食らって吹き飛んでも体力に変化はない。「伝説の超サイヤ人?」編でも登場し、ドラゴンボールを集めるイベントの時に海辺に行くと、トレーニング中のサタンがドラゴンボールをくれる。

## 開発
プロデューサーの鈴木敏弘によると『超武闘伝』が完成した後、スタッフ全員が1週間の休暇の後、再び集まり、その中でグラフィックの原画は『東映動画（現・東映アニメーション）』に委託、水中や森の中といった戦闘可能なフィールドの増加、そしてアドベンチャー要素もある武闘伝モードを設けることが決定。東映に原画を依頼する流れで、「映画のキャラもプッシュしてほしい」という要望によりブロリー、ボージャックやザンギャも登場した。

## 音楽
本作でも作曲を担当している山本健司のBGM盗作問題の関係か、『ドラゴンボールZ 超究極武闘伝』初回封入特典の『ドラゴンボールZ 超武闘伝2』はBGMが差し替えられている。ただし問題発覚以前に発売された『バンダイナムコゲームスPRESENTS Jレジェンド列伝』に収録されている『超武闘伝2』は、山本健司のオリジナルBGMがそのまま使われている。

## スタッフ
- エグゼクティブ・プロデューサー：平野雄二
- チーフ・プロデューサー：宮河恭夫
- プロデューサー：鈴木敏弘
- チーフ・ディレクター：島田晋作
- コーディネーター：飛天一助
- ゲーム・デザイン：久保田昭史、田島昭司、清水厚二、竹花欣也
- プログラマー：まるこ父、JCパジャマズ、まるこ
- グラフィック・デザイン：玉井裕和、高橋雅行、荒井翔子、M.柏木、ボージャック鈴木、ザンギャそば、TAKO仙人、服部大三郎
- 東映動画：森下孝三、蛭田成一
- シナリオ原案：小山高生、植竹須美男
- サウンドワーク：山本健司、SWITCH・E、くまたろう
- バトルキャラクター原画：山室直儀、宮原直樹、沖本日出子、関明美、志田直俊、海老沢幸男、久田和也、小原太一郎、入好さとる、梨沢孝司
- アシストワーク：渡辺浩孝、清水泰臣、磯貝健夫、金子孝治、麻生佳子、亀えりか、檜桓賢一、どんきー
- スペシャル・サンクス：
  - 週刊少年ジャンプ
    - 堀江信彦、武田冬門、町田宗治、渡辺直樹

  - Vジャンプ
    - 鳥嶋和彦、高橋俊昌、岡本堅史

  - 松本常男、赤松直人、清野義孝、下村聡、加藤篤志、小林理紗、篠山亜希、清水悟史、田中雅人、林中裕樹、藤井伸行、森岡祥子、山本準、横山ゆみ

## 評価
ゲーム誌『ファミコン通信』の「クロスレビュー」では、8・6・7・6の合計27点（満40点）、『ファミリーコンピュータMagazine』の読者投票による「ゲーム通信簿」での評価は以下の通りとなっており、23.5点（満30点）となっている。
| 項目 | キャラクタ | 音楽 | お買い得度 | 操作性 | 熱中度 | オリジナリティ | 総合 |
| 得点 | 4.3        | 3.9  | 3.8        | 3.8    | 4.0    | 3.8            | 23.5 |

## 関連商品
サウンドトラック
- ドラゴンボールZ 超武闘伝2 サウンドトラック（コロムビアエデュテイメント、1993年12月21日）

楽曲のアレンジアルバム。シリーズを通して山本健司が作曲を担当し、このアルバムでもオーケストラの指揮などを手掛けている。ピアノの演奏を羽田健太郎が担当した。
攻略本
- ドラゴンボールZ 超武闘伝2（Vジャンプ ゲームブックスシリーズ、1994年1月）

本作唯一の攻略本。低年齢層を意識し、画面のイメージ画像を多用したゲーム紹介となっている。発声にあわせたコマンドの押し方を紹介するなど奇抜な内容になっている。袋とじでは本作の隠し要素について言及されている。
フィギュア
- フルカラーバトル超武闘伝2（バンダイ）

バンダイより発売された彩色フィギュア「フルカラー」シリーズの第2弾として発売。ゲームに登場するキャラクターが12体付属している。1弾に付属した悟空、ベジータ、セルはゲーム中の2Pカラー。また悟空は勝利ポーズが立体化されている。